# Erla (Fluss)
Die Erla (auch Erlabach) ist ein Fluss im niederösterreichischen Mostviertel.

## Lage
Die Erla entspringt etwa 20 km südlich der Donau in den fruchtbaren Hügeln des niederösterreichischen Mostviertels zwischen Kleinraming und Behamberg, fließt dann nach Norden, wo sie St. Valentin und den Ort Erla passiert. Hier im Gemeindegebiet von St. Pantaleon-Erla biegt sie nach Südosten ab und fließt parallel zur Donau durch deren Auen, bevor sie früher noch im Gemeindegebiet in die Donau mündete. ⊙ Nach dem Bau des Donaukraftwerks Wallsee-Mitterkirchen durchfließt sie nun weiter den dabei abgetrennten Donauarm und mündet weiter östlich beim Ort Wallsee von Markt Wallsee-Sindelburg in die Donau.
Bedeutendster Nebenfluss ist der aus Haag kommende Haager Bach.

## Bedeutung
Die Erla war die westliche Grenze der Markgrafschaft von Markgraf Leopold I., die sich von der Erla bis in den Wienerwald erstreckte und im Volksmund Ostarrichi genannt wurde.